# Reggio de l'Emília
Reggio de l'Emília (en italià Reggio nell'Emilia, també anomenat simplificadament Reggio Emilia) és un municipi d'Itàlia a la regió d'Emília-Romanya, a la província de Reggio de l'Emília de la que és capital, amb prop de 150.000 habitants. Està situada a la via Emília i el municipi té una superfície de 231 km².

## Història
Regium Lepidi o Regium Lepidum fou el primer nom de la ciutat. De vegades se l'anomenà simplement Regium. Era a la Gàl·lia Cispadana a la vora de la via Emília entre Mutina i Parma a uns 25 km de cadascuna.
Pel seu nom es pensa que fou fundada o almenys engrandida per Marc Emili Lèpid quan va construir la via Emília. Festus diu que el seu nom original fou Forum Lepidi. No va ser mai colònia però fou una ciutat pròspera si bé molt per darrere de Mutina i Parma. El 79 aC hi fou assassinat M. Brutus, el pare de l'assassí de Cèsar, per ordre de Gneu Pompeu. És esmentada durant la guerra de Perusa i abans i després de la batalla de Mutina. Durant l'Imperi pràcticament no és esmentada per cap esdeveniment i només ho és a les obres geogràfiques. Era un municipi amb els seus magistrats, i Estrabó la situa entre les ciutats de segona classe. Claudi Ptolemeu li dona títol de colònia per equivocació, ja que Plini el vell no l'esmenta com a tal ni apareix a cap de les nombroses inscripcions trobades.
Al segle iv Gracià hi va establir un grup de gots captius, tant a la ciutat com a Parma i altres llocs propers, senyal evident de debilitat. Al segle v havia entrat en plena decadència tal com esmenta Sant Ambròs, però va esdevenir seu d'un bisbe.
Tot i la seva decadència va subsistir com a ciutat i és esmentada als Itineraris, la Taula de Peutinger i per Paulus Diaconus.
Va passar als ostrogots el 489 i el 539 fou inclosa a l'Exarcat de Ravenna fins que fou conquerida pel rei Longobard Alboí el 569 i fou seu d'un dels ducats longobards. El 774 va passar als francs a la caiguda del regne longobard, i Carlemany va donar el poder local al bisbe i va establir els límits de la diòcesi (781).
El 888 va passar al regne d'Itàlia i el 889 fou atacada i parcialment destruïda pels hongaresos que van matar el seu bisbe Azzo II. Fou reconstruïda i el 31 d'octubre del 900 l'emperador va donar una cèdula autoritzant la construcció d'un castell. Fou inclosa dins els dominis del comte-marquès de Toscana el 1002 junt amb Parma, Brèscia, Mòdena, Màntua i Ferrara.
La dinastia marquesal es va extingir el 1115 amb la famosa comtessa Matilde de Canossa que va llegar els seus dominis al Papa. Però en els darrers anys les ciutats havien establert els seus governs locals i les comunes començaven a emergir; el llunyà poder del Papa, que deixava el govern en els bisbes locals, no podia imposar-se als poders locals. El 1167 la comuna de Reggio fou membre de la Lliga Llombarda i va participar en la batalla de Legnano. El 1183 el cònsol de la ciutat Rolando della Carità va signar el tractat de Constança i va rebre la investidura imperial.
Sota el govern comunal la ciutat es va desenvolupar i va adquirir gran prosperitat, es van crear escoles, i es va desenvolupar el comerç i les arts. Els castells de la rodalia van passar a dependre de Reggio. Les famílies dels Scopiazzati i els Mazzaperlini es van disputar el poder local i més tard els Ruggeri i els Malaguzzi. També hi va haver guerres contra Parma (1152) i Mòdena (1225) en el marc de les lluites entre güelfs i gibel·lins. El 1260 vint-i-cinc mil penitents, dirigits per l'eremita Perugini, van entrar a la ciutat i per un temps la religió es va imposar a la guerra però les lluites es van reiniciar quan el 1265 els gibel·lins van matar el cap güelf Caco da Reggio i van assolir el poder. Després de gibel·lins i güelfs van seguir els Inferiori i Superiori i així les disputes locals van continuar. Finalment els Superiori es van imposar. Per evitar els abusos de les famílies principals com els Sessi, els Fogliani i els Canossa, el Senat de Reggio va donar el govern per tres anys al senyor d'Este, Obizzo.
Obizzo va sobrepassar amb escreix el temps de govern i va assolir la senyoria de facto i després el seu fill Azzo, que el 1306 fou expulsat pels Reggiani que van establir una república regida per 800 membres de les classes inferiors. El 1310 els imperials van establir un vicari en el govern, Spinetto Malaspina, que fou aviat expulsat. La República va existir fins al 1326 quan el cardenal Bertrando del Poggetto va ocupar la ciutat i la va incorporar als dominis del Papa, però el 1329 va tornar a ser domini imperial sota Joan de Bohèmia, i després (1333) Nicolò Fogliani i (1335) Martino della Scala, que el 1336 la va cedir a Lluís Gonzaga de Màntua.
Lluís Gonzaga va construir la ciutadella de San Nazario, per la construcció de la qual va haver de destruir 144 cases. El 1356 els Visconti de Milà, amb l'ajut de 2000 exiliats de Reggio, es van apoderar de la ciutat. Es va establir un donomini però finalment els Gonzaga van vendre la ciutat a Milà per cinc mil ducats el 1371 i va restar en mans dels Visconti fins al 1404 quan Ottobono Terzi de Parma se'n va apoderar; el 1409 Ottobono fou assassinat per Miguel Attendolo, i Jacob Terzi no va poder conservar el poder que finalment Miguel va cedir a Nicolau III d'Este, senyor de Mòdena. La ciutat va conservar la seva autonomia dins els dominis dels Este, amb lleis pròpies i moneda. A Nicolau el va succeir el seu fill natural Lionello d'Este i el 1450 Borso I d'Este.
El 1452 Borso fou nomenat duc de Mòdena i de Reggio per l'emperador Frederic III. Sota el seu successor, Hèrcules I d'Este, en fou nomenat governador el poeta Matteo Maria Boiardo, amb l'encàrrec de posar fi al bandidatge a la regió. Un altre famós escriptor, Francesco Guicciardini, fou també més tard governador del ducat de Reggio.
Després de la intervenció francesa el 1512, el ducat va passar al Papa Juli II. La ciutat fou retornada als Este a la mort del Papa Adrià VI el 29 de setembre de 1523. El 1551 Hèrcules II d'Este va construir unes noves muralles i a final de segle es va començar la construcció de la Basílica de la Ghiara. El govern dels Este va continuar fins al període revolucionari amb breus interrupcions a causa de conflictes armats del 1702 al 1706, del 1734 al 1735 (ocupacions franceses) i del 1742 al 1749 (ocupació savoiana).
El 21 d'agost de 1706 fou ocupada pels francesos que foren rebuts amb entusiasme. El senat va assumir el govern i el 26 de setembre de 1796 els voluntaris del govern provisional van rebutjar una columna austríaca a la batalla de Montechiarugolo, considerada la primera batalla del Risorgimento italià. No van tardar a ocupar l'Emília i el 7 de gener de 1797 van proclamar a Reggio la República Cispadana, ràpidament unida el mateix 1797 a la República Transpadana per formar la República Cisalpina, amb la que es va formar el 1802 la República d'Itàlia, esdevinguda el 1805 Regne napoleònic d'Itàlia.
El 1815 el Congrés de Viena en va confirmar la incorporació al ducat de Mòdena, restablert pels hereus dels Este (Francesc IV de Mòdena). El 1831 Mòdena i Reggio es van revoltar contra el duc i a Reggio es va organitzar un cos de voluntaris dirigits per Carlo Zucchi, però el 9 de març de 1831 les tropes del duc i soldats austríacs van recuperar la ciutat. El 1848 el duc Francesco V de Mòdena va abandonar el país davant de la imminència de la revolució i a Reggio es va proclamar l'annexió al Piemont, però la derrota dels revolucionaris pels austríacs a Novara va retornar el país al duc. El 1859 fou ocupada pels piemontesos i es va establir la dictadura de Luigi Carlo Farini, i el plebiscit de 10 de març de 1860 la va declarar formalment annexionada al Regne de Sardenya, que després fou Regne d'Itàlia. Fins llavors era coneguda senzillament com a Reggio, o Reggio di Lombardia.
La població va créixer considerable al pas del segle xix al xx. El 1873 es van enderrocar les muralles. El 1911 ja tenia setanta mil habitants. Hi va florir una forta tradició socialista que va portar a una forta repressió durant el període feixista. El règim va caure al 26 de juliol de 1943 i es van formar nombroses bandes de partisans al camp que van actuar fins a l'alliberament complet.

## Personatges il·lustres
- Ludovico Ariosto (1474 – 1533), poeta, autor del poema èpic Orland Furiós (1516)
- Benito Ferrari, compositor i poeta del Renaixement.

## Ciutats agermanades
- Bydgoszcz, Polònia
- Chişinău, Moldàvia
- Cutro, Itàlia
- Dijon, França
- Fort Worth, Estats Units
- Girona, Catalunya (1982)
- Kragujevac, Sèrbia
- Toluca, Mèxic
- Zadar, Croàcia